# گژگوش لوماش
گژگوش لوماش (انگلیسی: Grzegorz Łomacz؛ زادهٔ ۱ اکتبر ۱۹۸۷) بازیکن والیبال اهل لهستان است.